# 大町市有線放送電話農業協同組合
大町市有線放送農業協同組合（おおまちしゆうせんほうそうでんわのうぎょうきょうどうくみあい）は、長野県大町市にある有線放送電話事業者である。有線放送電話事業のみを行う専門農協。

## 概要
本部・本局所在地は大町市大町3815番地。
本局のほか野口局、海ノ口局、常盤局、社局の4支局をもつ。

## 沿革
- 1959年3月 大町南部農事放送農協業務開始
- 1960年3月 大町北部農事放送農協業務開始
- 1971年9月 南部北部有線合併予備契約調印
- 1973年3月 大町市有線放送電話農業協同組合として発足。電話交換機を自動化。
- 1991年5月 NTT電話接続業務廃止し自動放送設備設置。夜間業務を廃止。同年8月には加入者宅から直接流せるページング放送設備を設置。
- 2002年4月 大町市から情報通信基盤整備高度化事業補助金を総務省電気通信振興会からDSL導入促進補助金を得て総事業費4億6千万円で施設全面更新を行った。同時にプロバイダとして長野県協同電算JANISがADSLインターネット接続サービス運用開始する。 （大町市有線放送参照）